# Barbarian Rugby Club
(Jean-Pierre Rives, presidente del Barbarian Rugby Club)
Il Barbarian Rugby Club, conosciuto più familiarmente come Les Barbarian français, Les Babas e, in italiano, i Barbarian francesi, sono una selezione francese di rugby a 15 nata per iniziativa di un gruppo di rugbisti tra cui Jean-Pierre Rives, tuttora presidente del club, e Jacques Fouroux, già commissario tecnico della Nazionale francese.
Affiliato alla Fédération Française de Rugby, nacque nel 1979 e disputò il suo primo incontro nel 1980.
I colori della maglia sono di tre tonalità di blu: quello della bandiera francese, quello delle maglie dell'università di Cambridge e di quelle di Oxford; come i più antichi e noti Barbarians britannici, i calzettoni dei giocatori invitati sono quelli del proprio club di origine.
Dal suo primo incontro quasi 500 giocatori, francesi e non, hanno vestito la maglia dei Barbarian francesi.

## Storia
L'idea alla base della nascita dei Barbarian francesi fu quella di creare un club esclusivo, completamente dilettantistico e slegato dalla semplice ricerca del risultato, che già alla fine del XIX secolo aveva portato gli studenti di Cambridge e Oxford alla fondazione dei Barbarians.
Nel 1977, sulla falsariga del prototipo inglese, un gruppo di famosi rugbisti (attivi ed ex) francesi ebbe quindi l'idea di fondare a propria volta un club i cui valori fondanti fossero l'amicizia e l'amore per il gioco.
Il nucleo fondante intorno a cui si concretizzò l'idea fu l'accoppiata Jacques Fouroux, ex giocatore e allenatore, e Jean-Pierre Rives, all'epoca uno dei punti di forza della Nazionale francese.
Questi ottennero l'appoggio della Federazione e nell'agosto del 1979 nacque il Barbarian Rugby Club, il cui tributo al club originale è evidente dal nome.
La squadra, capitanata da Jean-Pierre Rives, esordì ad Agen il 1º maggio 1980 battendo la Scozia XV davanti a 3591 spettatori.
Il club è guidato da un comitato direttivo, presieduto da Jean-Pierre Rives e composto da 24 membri tra cui Serge Blanco, André Boniface, Éric Champ, Denis Charvet, Daniel Dubroca, Philippe Sella e Jean-Claude Skrela.
A tale comitato è riservato il compito di scegliere i giocatori ogni qual volta che la selezione organizza un incontro, e tutti i giocatori invitati diventano membri a vita dei Barbarian francesi.